# Pteropus dasymallus
Espèce
Statut de conservation UICN

 VU  : Vulnérable
Pteropus dasymallus est une espèce de chauve-souris de la famille des Pteropodidae. On la trouve au Japon, à Taïwan et aux Philippines (province des Batanes et îles Babuyan). Elle habite les forêts et marais tropicaux et subtropicaux.

## Noms vernaculaires
Dans le monde francophone Pteropus dasymallus est aussi appelée « Roussette des Ryūkyū » ou « Chauve-souris des Ryūkyū », une dénomination vernaculaire qui se traduit, dans le monde anglophone, par « Ryukyu flying fox ».